# Équipe de Belgique de football en 1963
Maillots
Chronologie
Saison précédente Saison suivante
L'équipe de Belgique de football est éliminée en 1963 du Championnat d'Europe dès le tour préliminaire par la Yougoslavie, finaliste de la première édition et trop forte pour des Diables Rouges en manque d'inspiration.

## Objectifs
Ayant fait l'impasse sur le tournoi en 1960, à l'image d'autres nations dont l'Allemagne de l'Ouest, l'Angleterre et les Pays-Bas à l'origine contre le projet porté par Pierre Delaunay (le fils d'Henri), la Belgique participe cette fois à la Coupe d'Europe des nations et espère passer l'écueil du tour préliminaire malgré avoir été défaite (3-2) l'année précédente lors de la manche aller en Yougoslavie.

## Résumé de la saison
Durant la décennie qui suit, une génération de joueurs offensifs d'envergure émerge parmi les Diables Rouges, avec des joueurs comme Jacques Stockman, Paul Van Himst et Roger Claessen notamment. Mais ces joueurs ne parviennent pas à qualifier le pays pour une grande compétition internationale. La Belgique est éliminée lors des qualifications pour la Coupe du monde 1962 avec quatre défaites en autant de matchs. Deux ans plus tard, elle est battue dès les huitièmes de finale de la Coupe d'Europe des nations par la Yougoslavie. Lors des éliminatoires de la Coupe du monde 1966, la Belgique termine ex æquo avec la Bulgarie. Les deux équipes doivent disputer un match de barrage à Florence pour les départager, que les Bulgares remportent (2-1). Les Diables Rouges échouent également de peu durant les éliminatoires de l'Euro 1968, terminant un point derrière la France,.

## Bilan de l'année
L'objectif est manqué, les Belges sont éliminés dès le tour préliminaire par la Yougoslavie, finaliste de la première édition. Toutefois, le bilan de l'année est plutôt positif car, outre cette seule défaite, les Diables Rouges enregistrent un nul et quatre victoires, dont une retentissante (5-1) face aux champions du monde brésiliens.

### Coupe d'Europe des nations 1964

#### Tour préliminaire
| Équipe 1             | Résultat   | Équipe 2        | Aller | Retour | Appui |
| -------------------- | ---------- | --------------- | ----- | ------ | ----- |
| Norvège              | 1 - 3      | Suède           | 0 - 2 | 1 - 1  |       |
| Danemark             | 9 - 2      | Malte           | 6 - 1 | 3 - 1  |       |
| Bulgarie             | 5 - 4      | Portugal        | 3 - 1 | 1 - 3  | 1 - 0 |
| République d'Irlande | 5 - 3      | Islande         | 4 - 2 | 1 - 1  |       |
| Angleterre           | 3 - 6      | France          | 1 - 1 | 2 - 5  |       |
| Pologne              | 0 - 4      | Irlande du Nord | 0 - 2 | 0 - 2  |       |
| Espagne              | 7 - 3      | Roumanie        | 6 - 0 | 1 - 3  |       |
| Albanie              | Q.-forfait | Grèce           | -     | -      |       |
| Yougoslavie          | 4 - 2      | Belgique        | 3 - 2 | 1 - 0  |       |
| Hongrie              | 4 - 2      | Pays de Galles  | 3 - 1 | 1 - 1  |       |
| Pays-Bas             | 4 - 2      | Suisse          | 3 - 1 | 1 - 1  |       |
| Allemagne de l'Est   | 3 - 2      | Tchécoslovaquie | 2 - 1 | 1 - 1  |       |
| Italie               | 7 - 0      | Turquie         | 6 - 0 | 1 - 0  |       |
| Autriche             | exempt     |                 |       |        |       |
| Luxembourg           | exempt     |                 |       |        |       |
| Union soviétique     | exempt_T   |                 |       |        |       |

- Sélection qualifiée pour les huitièmes de finale de l'Euro 1964

## Les matchs
| Match amical                                                 | Pays-Bas               | 0 - 1 | Belgique         | Stade de Feyenoord Rotterdam, Pays-Bas            |                                                   |
| 3 mars 1963 · 14:30 heure locale · Historique des rencontres |                        |       | van den Berg 15e | Spectateurs : 65 000 Arbitrage : Kurt Tschenscher | Spectateurs : 65 000 Arbitrage : Kurt Tschenscher |
| 3 mars 1963 · 14:30 heure locale · Historique des rencontres | Rapport (RBFA) Rapport |       |                  | Spectateurs : 65 000 Arbitrage : Kurt Tschenscher | Spectateurs : 65 000 Arbitrage : Kurt Tschenscher |

| Championnat d'Europe 1964 Qualifications - Tour préliminaire  | Belgique               | 0 - 1   | Yougoslavie | Stade du Heysel Laeken, Belgique                   |                                                    |
| 31 mars 1963 · 16:00 heure locale · Historique des rencontres |                        | (0 – 1) | Galić 21e   | Spectateurs : 24 583 Arbitrage : Caballero Camacho | Spectateurs : 24 583 Arbitrage : Caballero Camacho |
| 31 mars 1963 · 16:00 heure locale · Historique des rencontres | Rapport (RBFA) Rapport |         |             | Spectateurs : 24 583 Arbitrage : Caballero Camacho | Spectateurs : 24 583 Arbitrage : Caballero Camacho |

| Match amical                                                   | Belgique                                               | 5 - 1   | Brésil          | Stade du Heysel Laeken, Belgique          |                                           |
| 24 avril 1963 · 19:30 heure locale · Historique des rencontres | Stockman 3e 21e 56e · Van Himst 13e · Altair 14e (csc) | (4 – 1) | Quarentinha 41e | Spectateurs : 46 909 Arbitrage : Leo Horn | Spectateurs : 46 909 Arbitrage : Leo Horn |
| 24 avril 1963 · 19:30 heure locale · Historique des rencontres | Rapport (RBFA) Rapport                                 |         |                 | Spectateurs : 46 909 Arbitrage : Leo Horn | Spectateurs : 46 909 Arbitrage : Leo Horn |

Note : Première rencontre officielle entre les deux nations.
| Match amical                                                     | Pays-Bas               | 1 - 1   | Belgique         | Stade olympique Amsterdam, Pays-Bas               |                                                   |
| 20 octobre 1963 · 14:30 heure locale · Historique des rencontres | Keizer 60e             | (0 – 0) | van den Berg 83e | Spectateurs : 60 000 Arbitrage : Raoul Righi (it) | Spectateurs : 60 000 Arbitrage : Raoul Righi (it) |
| 20 octobre 1963 · 14:30 heure locale · Historique des rencontres | Rapport (RBFA) Rapport |         |                  | Spectateurs : 60 000 Arbitrage : Raoul Righi (it) | Spectateurs : 60 000 Arbitrage : Raoul Righi (it) |

| Match amical                                                       | Espagne                | 1 - 2   | Belgique                    | Stade de Mestalla Valence, Espagne           |                                              |
| 1er décembre 1963 · 18:30 heure locale · Historique des rencontres | Zoco 21e               | (1 – 1) | van den Berg 18e · Puis 62e | Spectateurs : 50 000 Arbitrage : Marcel Bois | Spectateurs : 50 000 Arbitrage : Marcel Bois |
| 1er décembre 1963 · 18:30 heure locale · Historique des rencontres | Rapport (RBFA) Rapport |         |                             | Spectateurs : 50 000 Arbitrage : Marcel Bois | Spectateurs : 50 000 Arbitrage : Marcel Bois |

| Match amical                                                      | France                 | 1 - 2   | Belgique          | Parc des Princes Paris, France               |                                              |
| 25 décembre 1963 · 14:30 heure locale · Historique des rencontres | Masnaghetti 33e        | (1 – 2) | Van Himst 26e 37e | Spectateurs : 12 649 Arbitrage : Josef Stoll | Spectateurs : 12 649 Arbitrage : Josef Stoll |
| 25 décembre 1963 · 14:30 heure locale · Historique des rencontres | Rapport (RBFA) Rapport |         |                   | Spectateurs : 12 649 Arbitrage : Josef Stoll | Spectateurs : 12 649 Arbitrage : Josef Stoll |

## Les joueurs
| Joueurs               | Joueurs              | Amical | QCE 1964 | Amical | Amical | Amical | Amical |
| --------------------- | -------------------- | ------ | -------- | ------ | ------ | ------ | ------ |
| Gardiens de but       |                      |        |          |        |        |        |        |
| Jean Nicolay          | Standard de Liège    | 90     | 90       | 90     | 90     | 90     | 90     |
| Guy Delhasse          | RFC Liégeois         | r      |          |        | r      | r      | r      |
| Fernand Boone         | RFC Brugeois         |        | r        | r      |        |        |        |
| Défenseurs            |                      |        |          |        |        |        |        |
| Georges Heylens       | RSC Anderlechtois    | 90     | 90       |        | r      | 90     | 90     |
| Laurent Verbiest      | RSC Anderlechtois    | 90     | 90       | 90     | 90     |        |        |
| Jean Cornelis         | RSC Anderlechtois    | 90     | 90       |        |        | 90     | 90     |
| Roland Storme         | RFC Brugeois         | r      | r        |        |        |        |        |
| Lucien Spronck        | Standard de Liège    |        |          | r      |        |        |        |
| Guillaume Raskin      | R Beerschot AC       |        |          | 90     | 90     | 90     | 90     |
| Milieux               |                      |        |          |        |        |        |        |
| Martin Lippens        | RSC Anderlechtois    | 90     | 90       | 90     | 90     | 90     | 90     |
| Pierre Hanon          | RSC Anderlechtois    | 90     | 90       | 90     | 90     | 90     | 90     |
| Paul Van Himst        | RSC Anderlechtois    | 90     | 90       | 90     | 90     | 90     | 90     |
| Robert Deurwaerder    | RFC Brugeois         | 90,    |          |        |        |        |        |
| Félix Geybels         | K Beringen FC        | r      | r        |        |        |        |        |
| Léon Semmeling        | Standard de Liège    | r      | r        | 90     |        |        | r      |
| Jef Jurion            | RSC Anderlechtois    |        | 90       |        | 90     | 90     | 90     |
| Yves Baré             | RFC Liégeois         |        |          |        | 90     | r      | r      |
| Attaquants            |                      |        |          |        |        |        |        |
| Paul van den Berg     | Union Saint-Gilloise | 90     | 90       | 90     | 90     | 90     | 90     |
| Jacques Stockman      | RSC Anderlechtois    | 90     | 90       | 90     | 90     | r      |        |
| Wilfried Puis         | RSC Anderlechtois    | 90     | 90       | 90     | 90     | 90     | 90     |
| Jef Vliers            | Standard de Liège    |        |          | 90     |        |        |        |
| Godfried Van Den Boer | K Sint-Truidense VV  |        |          | r      |        |        |        |
| Roger Claessen        | Standard de Liège    |        |          | r      |        |        |        |
| Frans Vermeyen        | K Lierse SK          |        |          |        | r      | 90     | 90     |
| Marcel Paeschen       | Standard de Liège    |        |          |        | r      |        |        |
| Julien Van Roosbroeck | KFC Diest            |        |          |        |        | r      | r      |

Un « r » indique un joueur qui était parmi les remplaçants mais qui n'est pas monté au jeu.
1. 1 2  Première sélection officielle pour le joueur.
2. 1 2  Dernière sélection officielle pour le joueur.
3. ↑  Premier but officiel pour le joueur.

## Aspects socio-économiques

### Couverture médiatique
| Jour de diffusion | Match                  | Compétition                | Diffuseur francophone | Diffuseur néerlandophone |
| ----------------- | ---------------------- | -------------------------- | --------------------- | ------------------------ |
| 3 mars 1963       | Pays-Bas - Belgique    | Amical                     | non diffusé           | non diffusé              |
| 31 mars 1963      | Belgique - Yougoslavie | Coupe d'Europe des nations | non diffusé           | non diffusé              |
| 24 avril 1963     | Belgique - Brésil      | Amical                     | non diffusé           | non diffusé              |
| 20 octobre 1963   | Pays-Bas - Belgique    | Amical                     | non diffusé           | non diffusé              |
| 1er décembre 1963 | Espagne - Belgique     | Amical                     | non diffusé           | non diffusé              |
| 25 décembre 1963  | France - Belgique      | Amical                     | RTB                   | BRT                      |

Source : Programme TV dans Gazet van Antwerpen.

## Sources

### Archives
1. ↑  (nl) « Concentra online archief », sur krantenarchief.concentra.be, Mediahuis.